# The Party (film, 2017)
Pour les articles homonymes, voir Party.
Pour plus de détails, voir Fiche technique et Distribution.
The Party est une comédie britannique écrite et réalisée par Sally Potter, sortie en 2017, oscillant entre drame et comédie, dans un cadre actuel (2010-2015).

## Synopsis
Janet vient d'être nommée ministre de la santé (d'un cabinet fantôme, au sein d'un parti « corrompu »), l'aboutissement de toute une carrière. Elle réunit avec son époux Bill quelques amis proches pour fêter cette nouvelle. Parmi eux : la meilleure amie de Janet accompagnée de son conjoint, qui est « coach de vie » ; deux lesbiennes dont l'une attend des triplés, à la suite d'une FIV et l'autre est une universitaire spécialiste des études de genre ; ou bien encore un assez jeune banquier, sous cocaïne, dépressif et porteur d'un pistolet. Très vite, la fête dégénère…

## Fiche technique
Sauf indication contraire, les informations mentionnées dans cette section peuvent être confirmées par la base de données cinématographiques IMDb,  présente dans la section « Liens externes ».
- Titre original et français : The Party
- Réalisation et scénario : Sally Potter[1]
- Direction artistique : Carlos Conti
- Décors : Alice Felton ; Rebecca Alleway (superviseur)
- Costumes : Jane Petrie
- Photographie : Aleksei Rodionov
- Montage : Emilie Orsini et Anders Refn
- Casting : Irene Lamb et Heidi Levitt
- Sociétés de production : Adventure Pictures et Oxwich Media
- Sociétés de distribution : Weltkino Filmverleih (Allemagne) ; Eurozoom (France) ; ? (Royaume-Uni)
- Pays d'origine :  Royaume-Uni
- Langue originale : anglais
- Format : Noir et blanc - 35 mm - 2,35:1 - son Dolby Digital
- Genre : comédie noire
- Durée : 71 minutes
- Dates de sortie :
  - Allemagne : 13 février 2017 (Festival international du film de Berlin)
  - France : 13 septembre 2017
  - Royaume-Uni : 13 octobre 2017[2] (sortie nationale)
- Public :
  - Allemagne : interdit aux moins de 10 ans
  - Royaume-Uni : interdit aux moins de 15 ans[3]

## Distribution
- Kristin Scott Thomas (VF : Danièle Douet) : Janet
- Emily Mortimer (VF : Rafaele Moutier) : Jinny, la jeune compagne de Martha, enceinte de triplés
- Cillian Murphy (VF : Rémi Bichet) : Tom, le jeune mari de Marianne, collaboratrice de Janet
- Cherry Jones (VF : Anne Jolivet) : Martha, universitaire spécialiste des études de genre
- Timothy Spall (VF : Michel Papineschi) : Bill, le mari de Janet
- Patricia Clarkson (VF : Clara Borras) : April, la meilleure amie de Janet
- Bruno Ganz (VF : Georges Claisse) : Gottfried, le mari allemand d'April

## Distinctions

### Récompenses
- Berlinale 2017 (sélection officielle[4]) : meilleure équipe de film pour Sally Potter[5]
- Festival international du film de Valladolid 2017 : Rainbow Spike pour Sally Potter[6]

### Nominations
- Berlinale 2017 : Golden Berlin Bear du meilleur film pour Sally Potter
- Festival international du film de Melbourne 2017 : 3e place des People's Choice Award de la meilleure caractéristique narrative pour Sally Potter[7]
- British Independent Film Awards 2017 : meilleure actrice dans un second rôle pour Patricia Clarkson[8]